# Kunststof (programma)
Kunststof is een cultureel georiënteerd Nederlands radio- en voormalig televisieprogramma van de NTR. Elke maandag t/m donderdag van 19.00 tot 20.00 uur is het te beluisteren op NPO Radio 1. 
De huidige presentatoren zijn Willemijn Veenhoven, Frénk van der Linden en Andrew Makkinga.  
Jellie Brouwer was van 2001 tot haar overlijden in 2023 een van de vaste presentatoren van Kunststof. Petra Possel presenteerde het programma vanaf de start op 2 april 2001 tot 1 januari 2019. 
Het is een praatprogramma waarin een meer of minder bekende Nederlander uit de culturele sector (journalist, schrijver, dichter, schilder, muzikant, enz.) een uur lang wordt geïnterviewd over zijn leven en werk. Aan het eind van het gesprek wordt de geïnterviewde de tegel uitgereikt om er een eigen spreuk op te zetten; een aantal tegels is ingelijst op de achtergrond van de uitzending te zien.

## Radio

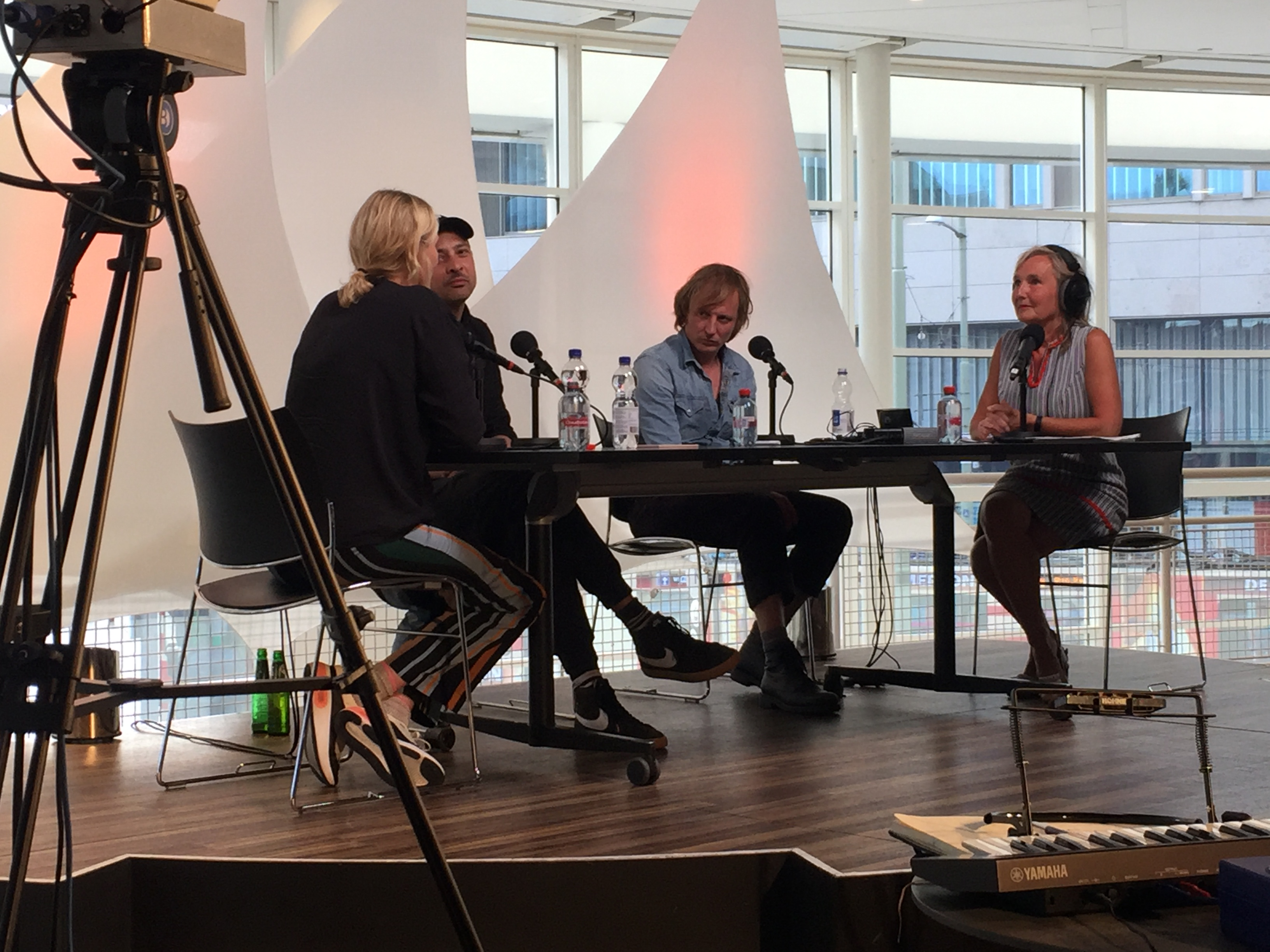
Kunststof op locatie (Den Haag, 2020), met rechts Jellie Brouwer

Kunststof Radio wordt vier avonden per week − maandag tot en met donderdag − op NPO Radio 1 uitgezonden van 19:00 tot 20:00 uur. Van 2018 tot 2022 was de zendtijd een half uur verschoven, en was het programma te horen van 19:30 tot 20:30 uur. De eerste uitzending vond plaats op 2 april 2001. Het programma was min of meer de opvolger van Radio Uit, dat om 17.00 uur op Radio 747 werd uitgezonden. 
Elke uitzending wordt ingeleid met een korte presentatie van de geïnterviewde. Dit inleiden werd gedaan door Joost Prinsen, tot hij op 22 mei 2019 bij het programma stopte.
In 2003 werd de Zilveren Reissmicrofoon aan het programma toegekend.
In 2007 werd de journalistieke prijs De Tegel toegekend.  
Op 30 mei 2025 werd bekend dat het programma vanaf 2026 uit de programmering van Radio 1 zou verdwijnen.

## Televisie
Kunststof TV werd elke zondagmiddag uitgezonden op Nederland 2 met als presentator Joost Karhof. Het programma begon op 7 september 2008 en de laatste uitzending was het jaaroverzicht op 23 december 2014. Kunststof TV moest hierna plaatsmaken voor Podium Witteman, een muziekprogramma gepresenteerd door Paul Witteman.